# Мусияка, Виктор Лаврентьевич
Виктор Лаврентьевич Мусияка (укр. Віктор Лаврентійович Мусіяка; 28 июня 1946, Безводное, Николаевский район, Николаевская область, УССР, СССР — 22 июля 2019) — советский и украинский юрист, политический деятель, один из авторов текста Конституции Украины, бывший лидер партии «Вперёд, Украина!». Профессор Киево-Могилянской академии.

## Биография
В 1973 году окончил Харьковский юридический институт по специальности правовед, аспирантуру при институте.
Кандидат юридических наук (1977), профессор (1995). Кандидатская диссертация «Солидарная ответственность за общее причинения вреда».

## Карьера
- Октябрь 1964 — ноябрь 1965 — фрезеровщик Судостроительного завода имени 61 коммунара, город Николаев.
- Ноябрь 1965 — декабрь 1968 — служба в армии.
- Январь — май 1969 — слесарь Ольшанского цементного завода.
- Май — август 1969 — рабочий совхоза «Криничанский», Николаевская область.
- 1969—1973 — студент Харьковского юридического института.
- Ноябрь 1973 — ноябрь 1976 — аспирант кафедры гражданского права, с декабря 1976 — ассистент, с июня 1978 — старший преподаватель, с июня 1980 — доцент, октябрь 1980 — января 1984 — заместитель секретаря парткома, с ноября 1985 — и. о. заведующего кафедрой, заведующий кафедрой гражданского права, января 1984 — апрель 1986 — декан заочного факультета, декабрь 1986 — апрель 1988 — проректор по учебно-методической работе, апрель 1988 — апрель 1990 — старший научный сотрудник, июнь 1991 — август 1994 — и. о. заведующий кафедрой, заведующий кафедрой основ предпринимательства и финансового права, с ноябрь 1992 — профессор Харьковского юридического института (с марта 1991 — Украинская государственная юридическая академия, потом — Национальная юридическая академия имени Ярослава Мудрого).
- Сентябрь 2000 — март 2001 — директор Центра коммерческого права.
- 2000—2002 — профессор, заведующий кафедрой отраслевых юридических наук юридического факультета Национального университета «Киево-Могилянская академия».

## Политическая деятельность
В 1994 начинает политическую деятельность. Народный депутат Украины 2-го созыва с апреля 1994 до апреля 1998, выдвинут избирателями. Входил в группу «Реформы». Член Комиссии по вопросам правовой политики и судебно-правовой реформы.
С ноября 1995 до июня 1996 — постоянный представитель Президента Украины в Верховной Раде Украины.
С октября 1996 до апреля 1998 — заместитель Председателя Верховной Рады Украины. Затем — главный консультант Научно-экспертного управления Секретариата ВР Украины, заместитель директора по научной работе Института законодательства ВР Украины.
К апрелю 1998 года был членом Координационного совета по вопросам местного самоуправления при Президенте Украины.
В 1998 году возглавляет избирательный блок «Вперёд, Украина», который принимал участие в парламентских выборах 1998 года, однако в парламент не попадает — блок набрал лишь 1,73 % голосов.
В 1999 году Виктор Мусияка возглавляет вновь партию «Вперёд, Украина!».
На выборах 2002 года попадает в Верховную Раду 4-го созыва по спискам блока «Наша Украина», в который входила и возглавляемая им партия «Вперёд, Украина!». Председатель подкомитета по вопросам законодательного обеспечения политической реформы, парламентской реформы и организации парламентского контроля Комитета Верховной Рады по вопросам правовой политики.
В парламентских выборах 2006 года Виктор Мусияка возглавляет список партии «Вперёд, Украина!», которая не попадает в Верховную Раду, набрав лишь 0,02 % голосов.
В парламентских выборах 2007 не участвовал.

## Звания
- Награждён медалью «За трудовое отличие» (1986).
- Член-корреспондент (с 1993), академик (с 1998) Международной академии компьютерных наук и систем;
- Заслуженный юрист Украины (с 1996)[4];
- Государственный служащий 1-го ранга (с июля 1998);
- Председатель наблюдательного совета Центра развития украинского законодательства (с декабря 1999).
- Кавалер Ордена Свободы (28 июня 2021, посмертно)[5]

## Творчество
Автор, соавтор около 120 научных трудов, в том числе книг:
- «Советское гражданское право» (1983, соавтор);
- «Авторские договоры» (1988);
- «Гражданско-правовая защита прав граждан» (1993, соавтор);
- «Правовое регулирование предпринимательской деятельности» (1995).